# Calliphora splendens
Calliphora splendens är en tvåvingeart som beskrevs av Macquart och Sabin Berthelot 1838. Calliphora splendens ingår i släktet Calliphora och familjen spyflugor.
Artens utbredningsområde är Kanarieöarna. Inga underarter finns listade i Catalogue of Life.